# Guernica (schilderij)
Guernica is een schilderij van Picasso uit 1937. Het schilderij, met de enorme afmetingen 3,49 meter hoog en 7,76 m breed, toont het bombardement op Guernica (1937) tijdens de Spaanse Burgeroorlog. Guernica wordt tentoongesteld in Museo Reina Sofía in Madrid.

## Onderwerp
Op 26 april 1937 werd de stad Guernica (Baskisch: Gernika) in Spaans Baskenland gebombardeerd door het Duitse Condorlegioen van de Luftwaffe en Italiaanse bommenwerpers.
Later, tijdens de Tweede Wereldoorlog, zouden er meer bombardementen op Europese steden volgen, zoals op Rotterdam, Coventry en Dresden.
Over het exacte aantal dodelijke slachtoffers van het bombardement op Guernica wordt tot op de dag van vandaag door historici getwist. Guernica werd grotendeels vernield. Het bombardement maakte de menselijke ellende duidelijk; journalisten ontstaken in woede en Picasso begon aan zijn schilderij Guernica.

## Beschrijving en interpretatie

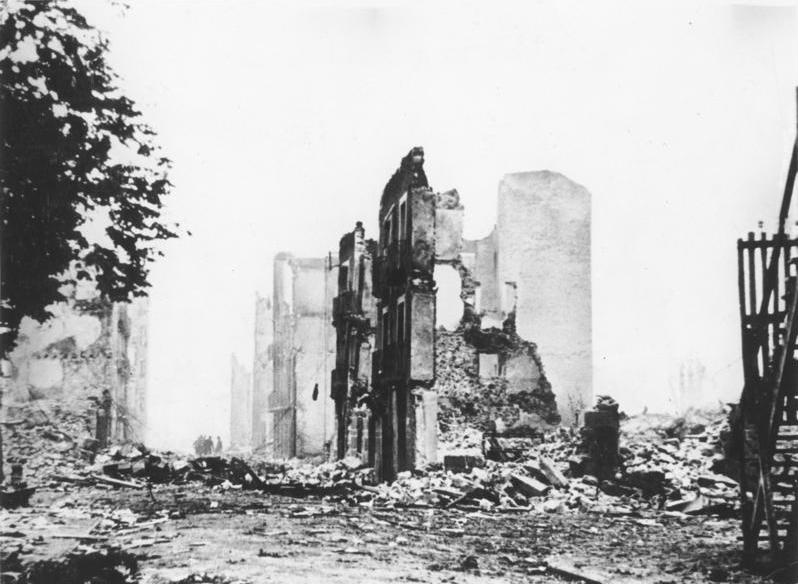
Ruïnes van Guernica in 1937

Het schilderij heeft geen kleur, het is gemaakt met lijnen en vlakken in zwart, wit en grijs, geschilderd om de oorlog uit te drukken. Het is geen realistisch schilderij. Pablo Picasso probeerde het gevoel tijdens het bombardement over te brengen, niet zoals het er in werkelijkheid uitzag.
Het schilderij laat mensen in de stad Guernica zien tijdens het bombardement. Picasso wilde zelf geen uitleg geven op het schilderij.
Het schilderij toont de chaos van een bombardement. We zien afgerukte ledematen, vlammen, een schreeuwende vrouw met een dode baby. In totaal staan er zes personen door elkaar (vier vrouwen, een man en een kind) en daarnaast een paard en een stier.
Ook de achtergrond is door elkaar, er is geen verschil tussen binnen en buiten. De mensen rennen in paniek uit hun huizen. Er is veel tegelijk te zien op het schilderij, bijvoorbeeld een paard dat in paniek een huis binnenstormt. Rechts valt iemand van het brandende dak. Een moeder huilt om haar dode kind.
Vooraan op het schilderij is een man met een afgebroken zwaard afgebeeld, een symbool voor een gesneuvelde soldaat. Het paard drukt de angst uit en is het symbool voor de onschuldige slachtoffers in de oorlog. De moeder met het dode kind symboliseert het verdriet om de gesneuvelden. De stier kan symbool staan voor het Spaanse erfgoed (stierengevechten), maar kan ook betrekking hebben op Franco of het fascisme.
De lamp bovenaan het schilderij, op de plaats waar op religieuze werken vaak het goddelijk licht en een duif wordt afgebeeld, is slechts een kaal peertje. Het lampje wordt wel gezien als symbool voor een bom.

## Geschiedenis
In januari 1937 nam Picasso (grondlegger van het kubisme, samen met Georges Braque) een opdracht aan van de Spaanse Republikeinse regering voor het leveren van een schilderij voor het paviljoen op de komende Expo te Parijs. Dat Picasso in opdracht werkte was uitzonderlijk. De beschikbare ruimte bepaalde de afmetingen. Het paviljoen zou in de zomer geopend kunnen worden.
Op 8 januari van datzelfde jaar had Picasso een aantal etsen gemaakt die een satire waren op de grootheidswaanzin van Franco. Picasso, die een pand betrokken had in de Rue Augustin, had daar een bovenverdieping die juist groot genoeg was voor het doek waarop hij het doek voor het paviljoen zou schilderen, al moest het schuin geplaatst worden. Hij had in de beginmaanden weinig inspiratie, en maakte slechts enkele schetsen. Picasso's persoonlijke situatie (met Dora Maar en Marie-Thérèse Walter) was zijn beoogde onderwerp voor het schilderij.
Nadat de eerste berichten over het bombardement op Guernica waren gepubliceerd, begon Picasso schetsen te maken voor een nieuwe opzet. Het opzettelijk bombarderen van burgers betrof een nieuwe manier van oorlogsvoering, die hevige reacties losmaakte. Uiteindelijk zouden de schetsen en proefschilderingen een grote documentatie voor het ontstaan van Guernica vormen. Vanaf 1 mei schilderde Picasso zes weken aan Guernica. Hij heeft de hoofdopzet en indeling toen al opgezet. De studies zijn, zoals geëist door Picasso, altijd bij het schilderij gebleven.

## Tentoonstelling

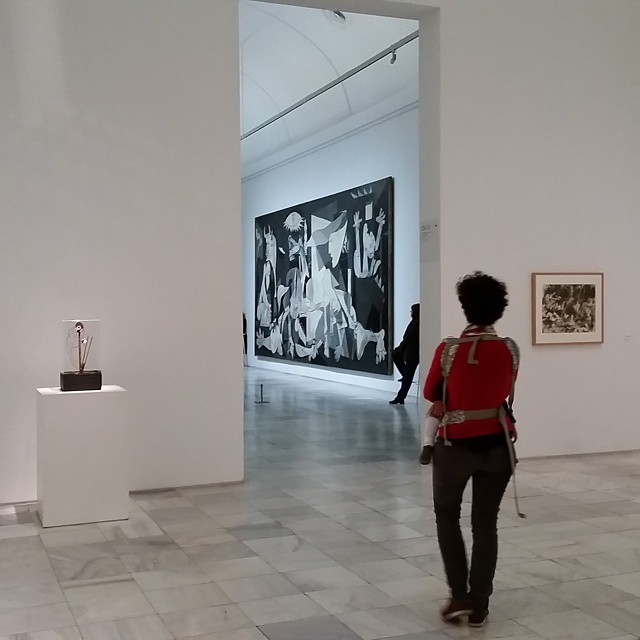
Guernica tentoongesteld in het Museo Nacional Centro de Arte Reina Sofía. Foto 2015

Guernica was te zien in het door Josep Lluis Sert en Luis Lacasa ontworpen paviljoen van Spanje op de Expo van 1937 te Parijs. Na de sluiting van de Expo ging het doek, als statement voor het in burgeroorlog zijnde republikeins Spanje, op rondreis. In 1956 hing het op een tentoonstelling in het Paleis voor Schone Kunsten te Brussel en in het Stedelijk Museum Amsterdam. Uiteindelijk werd het kunstwerk tentoongesteld in het Museum of Modern Art (MoMA) in New York. Daar werd het tijdens de Oorlog in Vietnam een verzamelplaats voor tegenstanders van de Amerikaanse rol in die oorlog, die er vreedzaam demonstreerden totdat de Perzisch-Armeense student kunstgeschiedenis Tony Shafrazi op 28 februari 1974 het doek bespoot met rode verf. De letters "Kill lies all" konden worden verwijderd zonder sporen na te laten. De actie van Shafrazi volgde op de vrijlating van de oorlogsmisdadiger William Calley een dag eerder.
Picasso had gesteld dat het doek naar Spanje zou gaan zodra het land verlost was van de fascisten en democratisch was. Picasso overleed in 1973, de dictator Franco in 1975. Na de dood van Franco waren het de advocaat Dumas, de erven Picasso, de Spaanse regering en het New Yorkse MoMA die betrokken waren bij de beslissing of en wanneer het schilderij naar Spanje zou gaan. Daarbij waren er binnen Spanje ook groepen die belang hadden bij de beslissing: naast Madrid wilden ook Barcelona, Málaga en Baskenland het schilderij. Uiteindelijk werd bereikt dat het schilderij voor de honderdste geboortedag van Picasso, 25 oktober 1981, getoond mocht worden aan het publiek in een nevengebouw van het Prado, het Casón del Buen Retiro. Guernica hing daar afgeschermd door beveiligingsglas.
Hoewel Picasso voor zijn schilderij een plek in het klassieke museum Prado wilde, naast inspirators als Goya, is het uiteindelijk verplaatst naar het Museo Reina Sofía, het eveneens te Madrid gevestigde museum voor moderne kunst. De verplaatsing vond plaats in 1992, terwijl Spanje in de belangstelling stond vanwege de Olympische Spelen in Barcelona.

## Significantie
Het schilderij van Picasso wordt wel in verband gebracht met het schilderij van Goya, El tres de Mayo 1808, waarop ook een indrukwekkende oorlogssituatie is afgebeeld op groot formaat (268 × 347 cm). Het schilderij van Picasso werd op zijn beurt ook een icoon.

De schrijver Alejandro Escalona schreef in 2012, ter gelegenheid van de 75ste verjaardag het volgende over de invloed van het schilderij van Picasso: 
Guernica is voor de schilderkunst wat Beethovens Negende Symfonie is voor de muziek: een cultureel icoon dat de mensheid aanspreekt, niet alleen tegen oorlog, maar ook over hoop en vrijheid. Het is een inspiratiebron als men spreekt over genocide, van El Salvador tot Srebrenica.
Een kopie van het schilderij gemaakt door Jacqueline de la Baume Dürrbach hangt als wandtapijt in het gebouw van de Verenigde Naties in New York. Daar maakt het schilderij lang na Guernica nog steeds indruk. Toen de Amerikaanse minister van Buitenlandse Zaken Colin Powell in 2003 dat gebouw een oorlogsverklaring uitsprak tegen Irak, was het met een blauw doek afgedekt. Kennelijk vond men de beelden van een bombardement op burgers te confronterend. De Irakoorlog begon in maart 2003. Ook in de stad Guernica zelf is een kopie van het schilderij te zien in de vorm van een tegeltableau.
Het werk is inspiratiebron geweest voor vele kunstenaars:
- De Afro-Amerikaanse kunstenaar Faith Ringgold had het schilderij gezien voordat het uit de VS naar Spanje werd vervoerd. Zij ging wekelijks naar het MoMa om onder andere dit schilderij te bekijken.[6] Het werd dan ook haar inspiratiebron voor een van haar beroemdste werken, Die (sterf) uit 1967. De schaal van het werk, de compositie en de abstracte achtergrond refereren aan het werk van Picasso.[7] Op het doek van Ringgold is de bloedige chaos afgebeeld van de rassenrellen uit de jaren 1960 in de VS.
- Art & Language, een groep Britse en Amerikaanse kunstenaars, maakte in 1980 een kopie van het schilderij in de drippingstijl van Jackson Pollock.[8] Ze wilden daarmee het zwaar beladen Guernica vertalen in een schilderij à la Pollock. Het werk van deze groep meet 356,5 × 780 cm en is gemaakt met olieverf op papier.
- De Catalaanse kunstenaar Lluís Barba maakte in 2013 een bewerking van Guernica in de vorm van collages met het schilderij als achtergrond. Onder andere gebruikte hij foto's van kinderen uit verschillende landen waar conflicten waren.[9]
- De Amerikaanse conceptueel kunstenaar Hank Willis Thomas maakte in 2016 een interpretatie van het schilderij in de vorm van een quilt van basketbalshirts.[10]

Het schilderij was ook de inspiratiebron voor de gelijknamige muziekstukken van Paul Dessau en Leonardo Balada. De Canadese schrijfster Erika Luckert maakte een toneelstuk Guernica in 2011/2012.
- Bibliothèque nationale de France: cb11968416h (data)
- Gemeinsame Normdatei: 4103358-9
- Library of Congress Control Number: n98095625
- Nationale Bibliotheek van Tsjechië: aun2008484276
- Nationale Bibliotheek van Israël: 987007592874505171
- RKDimages: 222754
- Système universitaire de documentation: 027697363
- Virtual International Authority File: 184003393